# 高瀬優孝
高瀬 優孝（たかせ ゆうこう、1991年11月25日 - ）は、埼玉県与野市（現：さいたま市中央区）出身のサッカー選手。関東サッカーリーグ・アヴェントゥーラ川口所属。ポジションはディフェンダー。

## 来歴
柏レイソル、浦和レッズの下部組織出身。埼玉栄高校を経て、2010年に中央大学へ進学。2年時にはデンソーカップチャレンジサッカーに向けた関東大学選抜に選出され、流通経済大学で行われた合宿に参加した。2013年7月、大宮アルディージャに特別指定選手として選手登録。
2014年、大宮アルディージャへ入団。2016年、ザスパクサツ群馬に期限付き移籍。群馬では主力として活躍したが、2016年10月2日の試合で負傷。左膝前十字靱帯断裂で全治8カ月の診断を受け 長期離脱を強いられたことで、2017年は出番が激減した。
2017年12月12日、ロアッソ熊本への完全移籍が発表された。
2019年シーズンも熊本でプレー。同年4月28日にアスルクラロ沼津戦で挙げたゴールは、J3の4月期ベストゴールに選出された。
2020年、ザスパクサツ群馬へ完全移籍。
2020年12月29日、ブラウブリッツ秋田へ完全移籍。二年間35試合出場で、左足のプレースキック、アシスト二本などで活躍した。
2023年2月12日、アヴェントゥーラ川口へ完全移籍。前期7節厚木はやぶさFC戦で久々の得点。同年自身経営のピラティススタジオを浦和にオープンさせる。

## 所属クラブ
- 与野本町サッカー少年団
- 柏レイソルジュニア（さいたま市立与野本町小学校[12]）
- 2004年 - 2006年 浦和レッドダイヤモンズジュニアユース（さいたま市立与野西中学校[12]）
- 2007年 - 2009年 埼玉栄高等学校
- 2010年 - 2013年 中央大学
  - 2013年7月 - 同年12月 大宮アルディージャ（特別指定選手）
- 2014年 - 2017年  大宮アルディージャ
  - 2016年 - 2017年  ザスパクサツ群馬（期限付き移籍）
- 2018年 - 2019年  ロアッソ熊本
- 2020年  ザスパクサツ群馬
- 2021年 - 2022年  ブラウブリッツ秋田
- 2023年 -   アヴェントゥーラ川口

## 個人成績
| 国内大会個人成績 | 国内大会個人成績 | 国内大会個人成績 | 国内大会個人成績 | 国内大会個人成績 | 国内大会個人成績 | 国内大会個人成績 | 国内大会個人成績 | 国内大会個人成績 | 国内大会個人成績 | 国内大会個人成績 | 国内大会個人成績 |
| 年度             | クラブ           | 背番号           | リーグ           | リーグ戦         | リーグ戦         | リーグ杯         | リーグ杯         | オープン杯       | オープン杯       | 期間通算         | 期間通算         |
| 年度             | クラブ           | 背番号           | リーグ           | 出場             | 得点             | 出場             | 得点             | 出場             | 得点             | 出場             | 得点             |
| 日本             | 日本             | 日本             | 日本             | リーグ戦         | リーグ戦         | リーグ杯         | リーグ杯         | 天皇杯           | 天皇杯           | 期間通算         | 期間通算         |
| ---------------- | ---------------- | ---------------- | ---------------- | ---------------- | ---------------- | ---------------- | ---------------- | ---------------- | ---------------- | ---------------- | ---------------- |
| 2014             | 大宮             | 24               | J1               | 2                | 0                | 1                | 0                | 4                | 0                | 7                | 0                |
| 2015             | 大宮             | 24               | J2               | 1                | 0                | -                | -                | 0                | 0                | 1                | 0                |
| 2016             | 群馬             | 24               | J2               | 33               | 1                | -                | -                | 1                | 0                | 34               | 1                |
| 2017             | 群馬             | 24               | J2               | 6                | 0                | -                | -                | 0                | 0                | 6                | 0                |
| 2018             | 熊本             | 24               | J2               | 9                | 0                | -                | -                | 1                | 1                | 10               | 1                |
| 2019             | 熊本             | 24               | J3               | 29               | 4                | -                | -                | 1                | 1                | 30               | 5                |
| 2020             | 群馬             | 39               | J2               | 23               | 0                | -                | -                | -                | -                | 23               | 0                |
| 2021             | 秋田             | 39               | J2               | 11               | 0                | -                | -                | 0                | 0                | 11               | 0                |
| 2022             | 秋田             | 39               | J2               | 24               | 0                | -                | -                | 1                | 0                | 25               | 0                |
| 通算             | 日本             | 日本             | J1               | 2                | 0                | 1                | 0                | 4                | 0                | 7                | 0                |
| 通算             | 日本             | 日本             | J2               | 107              | 1                | -                | -                | 3                | 1                | 110              | 2                |
| 通算             | 日本             | 日本             | J3               | 29               | 4                | -                | -                | 1                | 1                | 30               | 5                |
| 総通算           | 総通算           | 総通算           | 総通算           | 138              | 5                | 1                | 0                | 8                | 2                | 147              | 7                |

- 2013年は特別指定選手
- 公式戦初出場 - 2014年6月1日 ナビスコ杯予選リーグ第7節 対アルビレックス新潟（NACK5スタジアム大宮）
- Jリーグ初出場 - 2014年8月23日 J1第21節 対サガン鳥栖（NACK5スタジアム大宮）

## タイトル
大宮アルディージャ
- J2リーグ(2015年)

## 選抜歴
- 2011年 関東大学選抜